# Природа Шрі-Ланки

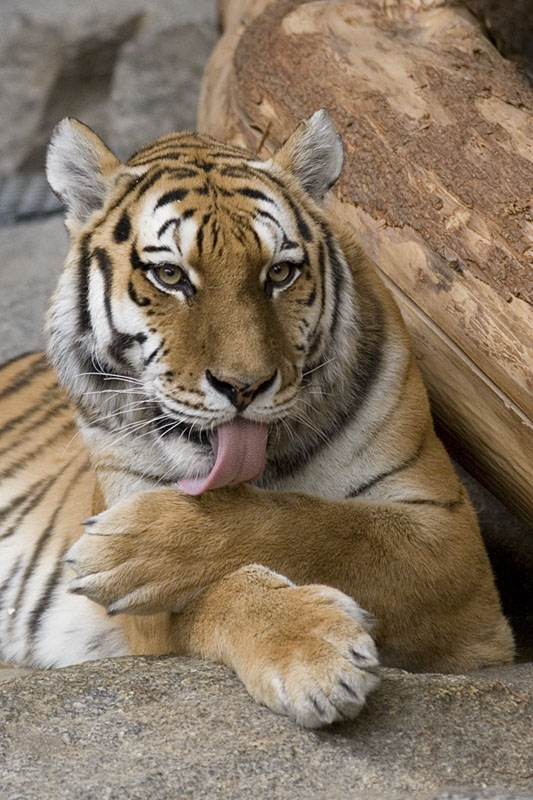
Тигр — один із символів острова

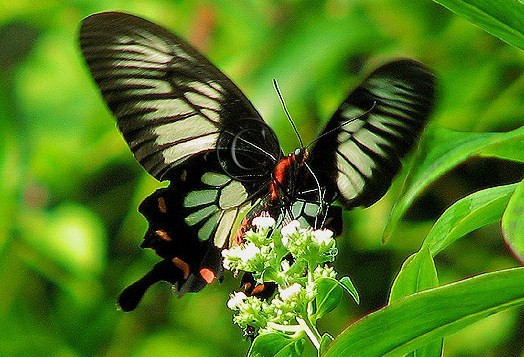
Метелик Pachliopta jophon — зникаючий ендемік Шрі-Ланки.

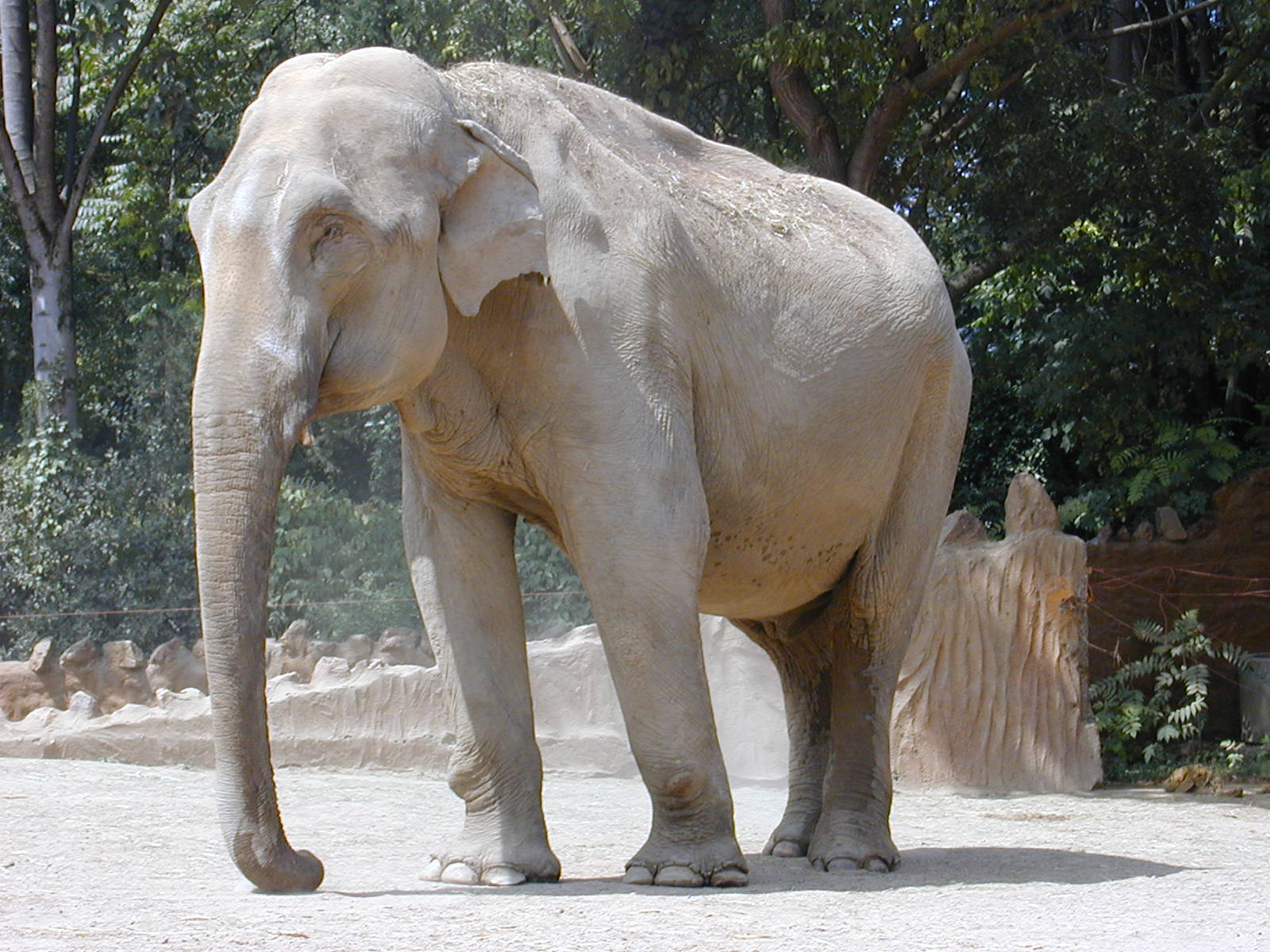
Індійський слон

Природа Шрі-Ланки включає безліч унікальних видів та вважається одним з найбільш біологічно різноманітних регіонів світу.
Рівень ендемізму тварин і рослин Шрі-Ланки складає 16 % від всієї фауни і 23 % квіткової флори.

## Фауна хребетних

### Ссавці
На Шрі-Ланці мешкає 91 вид, 41 з яких знаходиться під загрозою зникнення (9 в критичному стані). 16 видів — ендеміки острова, з них 14 зникаючі, включаючи ведмедя-губача (Melursus ursinus), ендемічного шрі-ланкійського леопарда (Panthera pardus kotiya) і шрі-ланкійського слона (Elephas maximus maximus), а також оленя індійського замбара (Cervus unicolor). У Шрі-Ланці найбільша густота диких слонів у всій Азії. Серед 11 рядів найбільше видів припадає на рід рукокрилих (30 видів). У морських водах, які омивають острів, зустрічається 26 видів ряду китоподібних.

### Птахи
227 видів птахів (раніше зазначалося до 486 видів), 46 з яких знаходяться під загрозою зникнення (10 в критичному стані).

### Плазуни
171 вид рептилій мешкає на Шрі-Ланці, з них 56 знаходяться під загрозою зникнення і 101 вид — ендемічні для острова (це переважно змії). А найбільші види представлені двома крокодилами: болотяний крокодил (Crocodylus palustris) і гребенястий крокодил (Crocodylus porosus).

### Земноводні
Шрі-Ланка є одним з найбільш різноманітних у світі в видовому відношенні регіонів для класу Земноводні.Тут мешкає 106 видів амфібій, з яких 90 ендемічні для острова, і це є найвищою видовою щільністю для амфібій у світі. 52 види знаходяться під загрозою зникнення, багато хто з них (крім одного) ендемічні.

### Риби
На Шрі-Ланці зустрічається 82 види прісноводних риб, з яких 28 знаходяться під загрозою зникнення.

### Комахи
У фауні Шрі-Ланки представлено 11 144 види комах із 30 рядів (відсутній тільки Grylloblattodea). За даними на 2000 рік це складає 53 % всіх відомих на острові організмів та 81 % та всіх місцевих видів тварин:
- Ephemeroptera — 46 видів, 8 родин
- Odonata — 117 видів, 12 родин
- Orthoptera — 2 родини
- Phasmatodea — 69 видів
- Таргани — 66 видів
- Терміти — 56 видів (41 — ендеміки)
- Embioptera — 4 види
- Hemiptera — 794 види
- Diptera — 1341 вид

#### Твердокрилі
Жуки на острові представлені більш ніж 3000 видами.

#### Лускокрилі
Булавоусі або денні метелики представлені на острові 245 видами, з яких 23 ендемічні й ніде більше не зустрічаються. 76 видів знаходяться під загрозою зникнення, особливо вид Pachliopta jophon.

#### Перетинчастокрилі

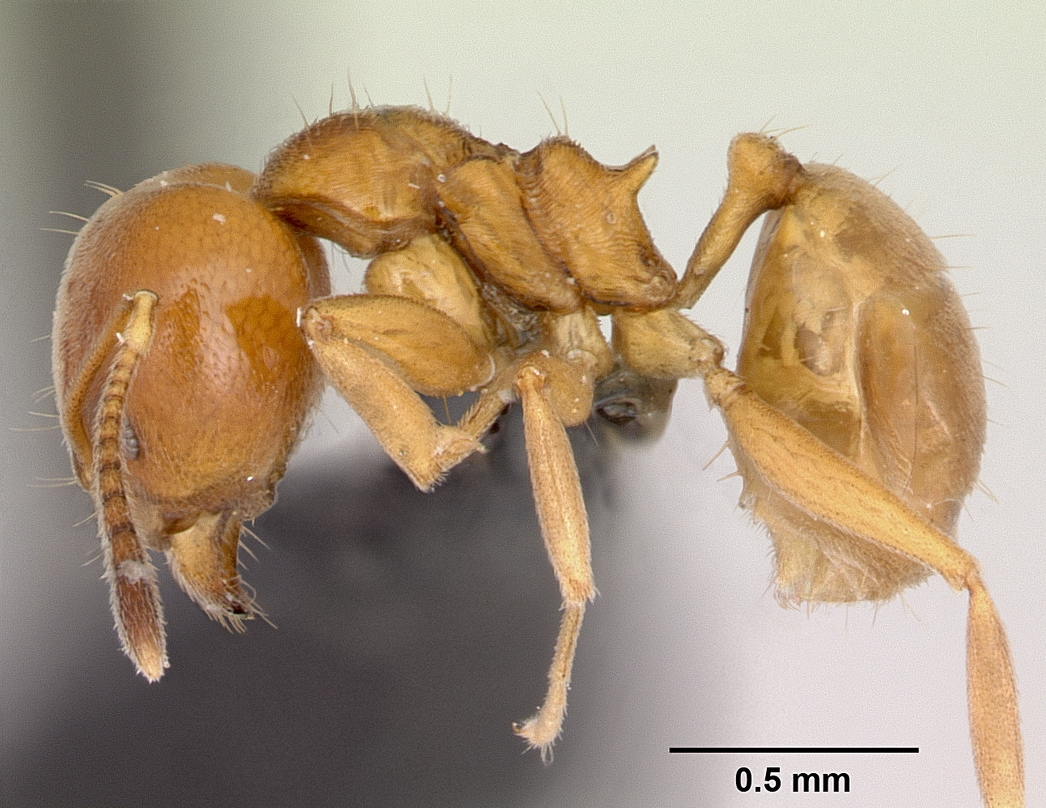
Ендемік Шрі-Ланки — мураха Aneuretus simoni

##### Бджоли
У ентомології Шрі-Ланки знайдено 148 видів (38 видів і 4 родини) бджіл. Вони пов'язані з 167 видами, 115 родами і 44 родинами квіткових рослин.
- Apidae — 9 родів і 58 видів
- Colletidae — 1 рід і 2 види
- Halictidae — 19 родів і 53 види
- Megachilidae — 9 родів і 35 видів

##### Мурахи
На Шрі-Ланці знайдено близько 200 видів (10 підродин) мурах.

## Флора
Флора Шрі-Ланки різноманітна і має високий показник ендемізму. Вона включає 3,210 видів квіткових рослин із 1,052 родів. 916 видів і 18 родів є ендеміками острова. Виділяють 8 типів лісів на Шрі-Ланці.

## Списки тварин Шрі-Ланки
- Список мурах Шрі-Ланки
- Список плазунів Шрі-Ланки